# Eugenio Cattaneo
Eugenio Cattaneo (Novi Ligure, 1551 – Cerreto Sannita, 29 settembre 1608) è stato un vescovo cattolico italiano.

## Biografia
Nacque nel 1551 a Novi Ligure, all'epoca soggetta alla Repubblica di Genova, da Giovanni Cattaneo e fu battezzato con il nome di Alessandro.
Dopo i primi studi si trasferì ancora giovane a Pavia dove studiò Giurisprudenza. In questa città, nella chiesa di Santa Maria di Canepanova, conobbe i Chierici regolari di San Paolo (detti popolarmente "Padri Barnabiti") chiedendo loro di essere ammesso nell'ordine.
Nel 1571 venne vestito con l'abito ecclesiastico e decise di cambiare il suo nome da Alessandro a Eugenio.
Terminati i suoi studi a Cremona, venne mandato a Roma dove si andava costituendo il primo studentato di teologia dell'ordine dei Padri Barnabiti.
Ancora giovane, fu promosso prima "discreto" e poi "procuratore" nel 1584.
Nel 1585 fu scelto dal vescovo di Novara mons. Speciano come suo segretario, incarico che ricoprì per cinque anni.
Tornato a Roma curò la ristampa di un libro in latino che narrava la storia di San Carlo Borromeo e che fu stampato in Germania.
Nel 1601 divenne Procuratore presso la Santa Sede. In quegli anni scrisse il libro "Successores S. Barnabae in Ecclesiae Mediolanensi" che ebbe un discreto successo e fu ristampato più volte.
La sua fama sempre crescente e il suo zelo religioso indussero papa Paolo V a riflettere su una sua possibile consacrazione a vescovo. Di fronte a tale ipotesi mons. Dossena si oppose strenuamente ricordando più volte al pontefice che Clemente VIII aveva promesso di non nominare altri vescovi dell'ordine dei Barnabiti. Lo stesso Dossena inviò diverse lettere al Cattaneo invitandolo a rifiutare qualsiasi consacrazione vescovile.
Il 13 febbraio 1606 fu nominato vescovo di Cerreto o Telese, oggi diocesi di Cerreto Sannita-Telese-Sant'Agata de' Goti e il 24 febbraio dello stesso anno fu consacrato vescovo dal cardinale Mariano Pierbenedetti.
Mons. Cattaneo prese possesso della diocesi il 18 marzo 1606, data in cui il notaio Mario Cappella di Cerreto rogò l'atto di presa di possesso della cattedrale della Santa Croce di Telese, ormai semicadente e abbandonata. In questa Cattedrale avvenne la cerimonia di insediamento del vescovo che subito dopo si trasferì nel palazzo episcopale di Cerreto Sannita.
Il suo mandato episcopale iniziava in un periodo torbido per la storia della diocesi. Il 3 agosto 1606 venne ucciso il canonico don Giovan Pietro Palmisano, colpevole solamente di essere stato il testimone chiave in un processo a carico di don Giovan Antonio De Cicco, accusato di essere il mandante dell'assassinio di Girolamo de Hectore di Caiazzo, per mano di banditi con i quali aveva periodiche frequentazioni.
Secondo lo storico locale dott. Pescitelli i banditi che avevano ucciso il testimone Palmisano avevano come obiettivo anche l'assassinio di mons. Cattaneo, come si deduce da un documento d'epoca nel quale si legge che "poiché anche il vescovo corse pericolo di vita, per alcuni giorni si ebbe a temere per la sua vita". Il motivo di ciò va ricercato nel fatto che, stando a quanto riporta il "Menologio dei Barnabiti", il neo vescovo si adoperò subito dopo il suo insediamento per la riforma del clero locale, in gran parte corrotto.
Mons. Cattaneo fu informato delle diverse prepotenze che il sacerdote De Cicco aveva fatto in passato come quando, alla morte del vescovo mons. Savino nel 1604, aveva costretto i canonici a farsi eleggere vicario capitolare.
Morì prematuramente il 29 settembre 1608, lasciando nella diocesi un ricordo di onestà e di dedizione che aveva pochi precedenti.

## Genealogia episcopale
La genealogia episcopale è:
- Vescovo Antonio Lauro
- Papa Sisto V
- Cardinale Mariano Pierbenedetti
- Vescovo Eugenio Cattaneo, B.